# Serra-di-Scopamène
Serra-di-Scopamène é uma comuna francesa na região administrativa de Córsega, no departamento de Córsega do Sul. Estende-se por uma área de 20,42 km². 